# Hallvar Witzø
Hallvar Witzø é um cineasta norueguês. Como reconhecimento, foi nomeado ao Oscar 2012 na categoria de Melhor Curta-metragem por Tuba Atlantic.